# Leightonita
La leightonita es un mineral de la clase de los minerales sulfatos. Fue descubierta en 1938 en la mina Chuquicamata de la localidad de Calama, en la región de Antofagasta (Chile), siendo nombrada en honor de Tomás Leighton Donoso, ingeniero chileno y profesor de mineralogía de la Universidad de Santiago de Chile.

## Características químicas
Es un sulfato hidratdo de potasio, calcio y cobre. Estructuralmente relacionado con la polihalita.

## Hábito
Forma cristales de prismas pseudoortorrómbicos que rellenan tapizando la superficie de cavidades en la roca, alargados o acortados; las superficies del prisma algo curvadas le dan una apariencia de cristal de reloj.
Aunque es más común que aparezca rellenando completamente vetas, en forma de cristales fibrosos transversales a la veta.

## Formación y yacimientos
Aparece en los ambientes áridos, en yacimientos de mineral oxidado de sulfuro de cobre, probablemente formado en condiciones de baja acidez.
Los principales yacimientos están en Antofagasta (Chile), donde se descubrió, y en Tsumeb (Namibia).
Suele encontrarse asociado a otros minerales como: kröhnkita, atacamita, natrocalcita, blödita, bellingerita, yeso o cuarzo.